# Arco Minero del Orinoco

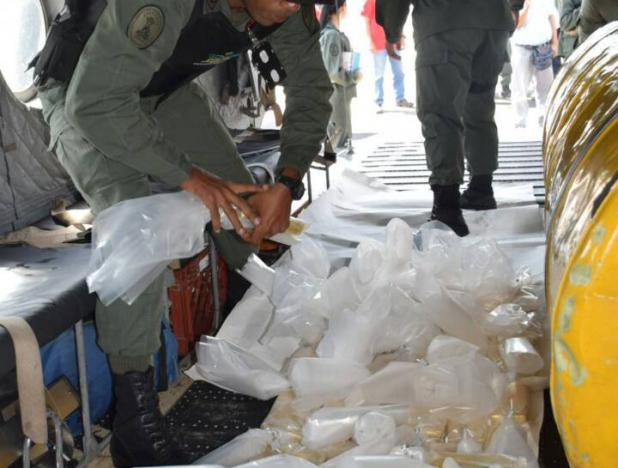
Ingreso al Banco Central de Venezuela de 749 kilogramos de oro provenientes del Arco Minero del Orinoco el 18 de noviembre de 2017.

El Arco Minero del Orinoco (AMO), nombrado por el gobierno de Nicolás Maduro el 24 de febrero de 2016 como «Zona de Desarrollo Estratégico Nacional Arco Minero del Orinoco», es un área de explotación irregular y trabajos precarios de recursos minerales y personas en Venezuela desde 2017, gestionado por las Fuerzas Armadas de Venezuela, el declarado Patrimonio de la Humanidad Parque nacional Canaima y, en menor proporción, el noreste del estado Amazonas. Venezuela cuenta con la mayor reserva de diamante, níquel y torio del planeta tierra y con unas de las mayores reservas de oro, también otros minerales tales como cobre, coltán, hierro, bauxita, uranio etc.
El Arco Minero del Orinoco abarca un área de 111 843,70 km², es decir 12,2 % del territorio venezolano; duplicando a la faja petrolífera del Orinoco. De acuerdo con el exministro del gobierno de Nicolas Maduro, Roberto Mirabal, el Arco Minero del Orinoco tiene un potencial de unos 2 trillones de dólares.
La Academia de Ciencias Físicas, Matemáticas y Naturales, la Sociedad Venezolana de Ecología, la Asociación de Arqueólogas y Arqueólogos de Venezuela (AAAV), la Asamblea Nacional de Venezuela y la ONG Programa Venezolano de Educación Acción en Derechos Humanos (PROVEA) han expresado públicamente su preocupación ante el incumplimiento de estudios de impacto ambiental y sociocultural, la violación de derechos a la consulta previa en las comunidades indígenas, el patrimonio cultural y natural y la soberanía nacional.
En 2020, la Alta Comisionada de las Naciones Unidas para los Derechos Humanos, Michelle Bachelet, denunció que los trabajadores en el Arco Minero del Orinoco están sometidos a graves abusos y violencia que han causado al menos 149 muertos desde 2016. El Arco Minero ha sido denunciado como una actividad de extracción ilegal que no tiene regulación ambiental ni social.

## Historia
En agosto de 1991 la zona del Delta del Orinoco mediante Decreto N° 1.635 el 5 de junio de 1991, Gaceta Oficial N° 34.767 del 1 de agosto de 1991, fue declarado como zona de reserva de la biosfera como una zona de ecosistemas tropicales deltaicos donde se conjugan invalorables recursos biológicos. En el 2009 la UNESCO la incluye dentro de la Red Mundial de Reservas de Biosfera en América Latina y el Caribe bajo el Programa de Reserva Hombre y Biosfera.
El 24 de febrero de 2016, a través del decreto 2.248 de la Gaceta Oficial 40.855, se decreta el nombramiento de Zona de Desarrollo Estratégico Nacional Arco Minero del Orinoco. Igualmente el decreto incluyó certificar y cuantificar las reservas mineras de esta zona. En busca de sectorizar la región para iniciar la explotación industrial de los recursos minerales de la zona debido a la crítica situación petrolera por la que pasaba Venezuela. 
El 5 de agosto de 2016 el ministro para la Defensa, Vladimir Padrino López, anunció que "se activará unidad especial para el Arco Minero del Orinoco". El 7 de septiembre de 2016, el ministro para el Desarrollo Minero Ecológico, Roberto Mirabal, informó que empezó la etapa de exploración del Arco Minero del Orinoco y señaló que "toda transnacional en el Arco Minero debe cumplir las leyes del Estado". Entre los objetivos del Arco Minero del Orinoco están la diversificación de la economía.
A lo largo de su historia el Arco Minero del Orinoco, ha presentado una serie de incidencias. El 27 de noviembre de 2018 la Comisión Intergubernamental de Alto Nivel (CIAN, Poder Ejecutivo de Venezuela) anunció nuevos proyectos y convenios mineros con la participación conjunta de Rusia en el primer trimestre de 2019.

## Características
El Arco Minero del Orinoco (AMO) está ubicado al sur del río Orinoco, en la parte norte del estado Bolívar. Posee una superficie total de 111 843,70 km². De esa superficie solo en un 5 % se llevará a cabo la exploración. Una vez finalizada la etapa de exploración, se estima que la explotación de minerales se realice solo en 1,5 % del Arco Minero.[cita requerida] Consta de cuatro grandes áreas:
- Área 1: es el área más occidental hasta el río Cuchivero, donde predominan bauxita, coltán, tierras raras y diamantes.
- Área 2: entre el río Cuchivero y río Aro, con predominancia de hierro, minerales no metálicos y oro aluvial.[3]
- Área 3: entre el río Aro y el límite este del Arco Minero, predominan oro, hierro y bauxita.
- Área 4: extensión del Arco Minero en la zona de Imataca, donde predominan oro, cobre, caolín y dolomita.

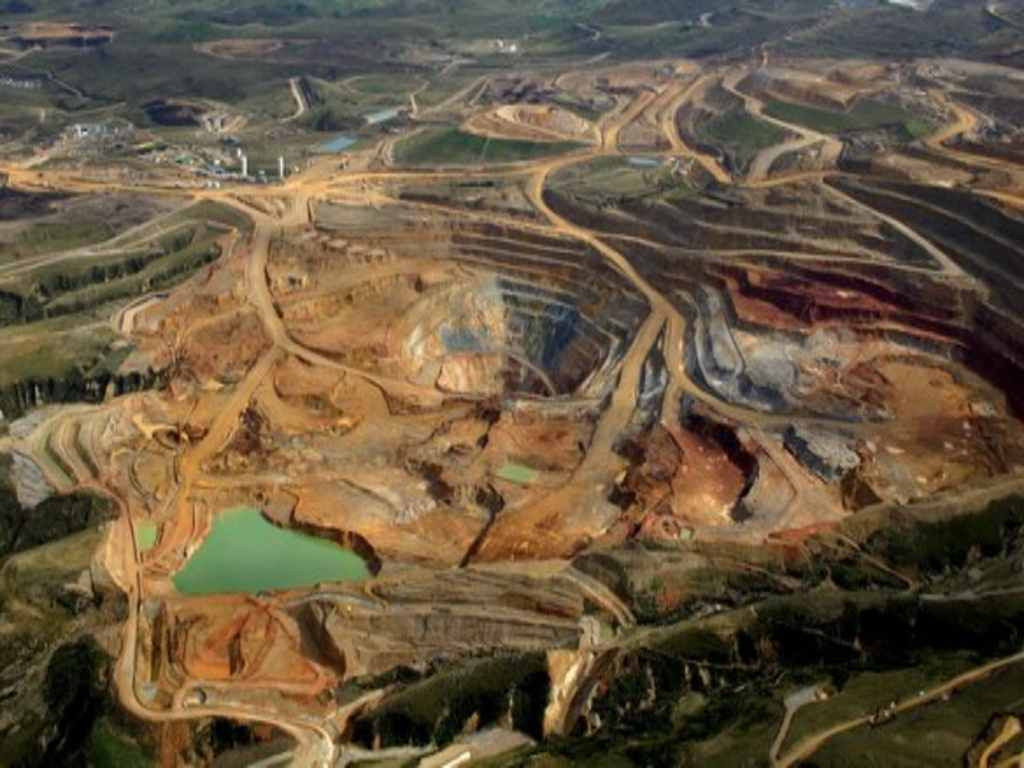
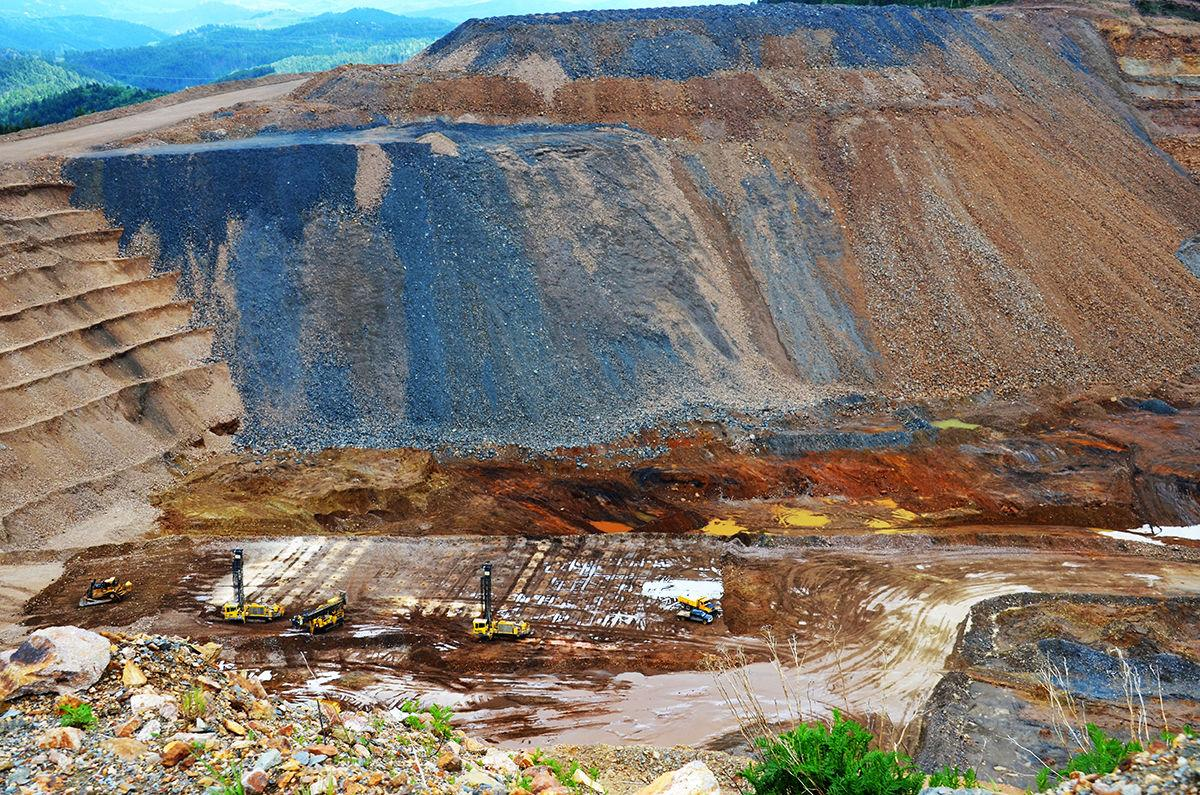
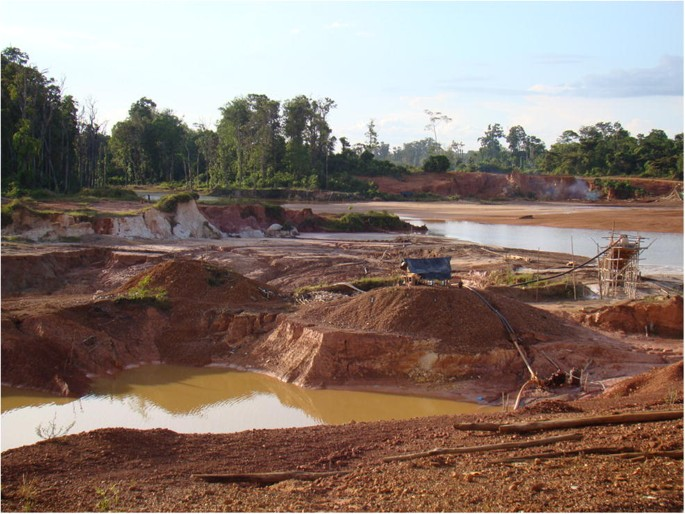
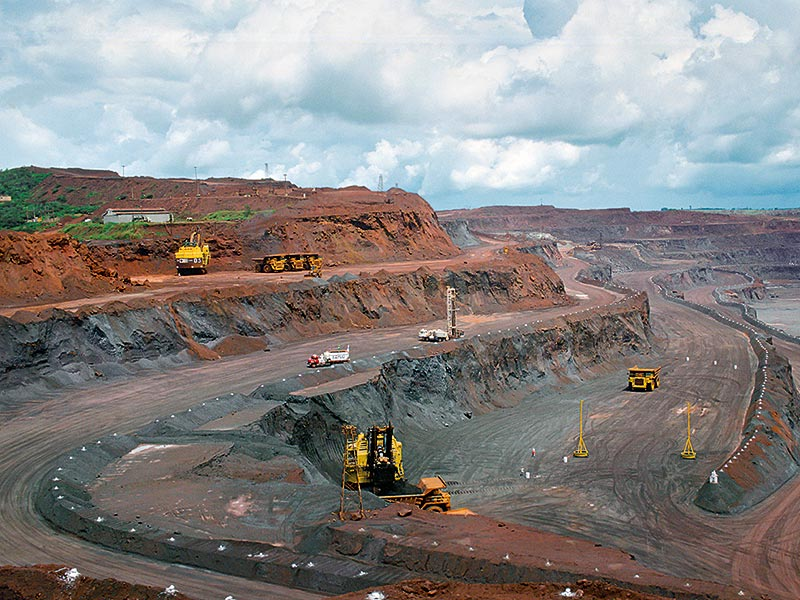
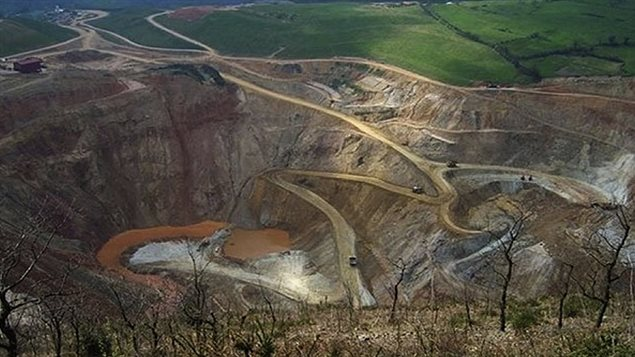

## Explotación y comercialización de alto riesgo
Uno de los primeros incidentes de alto riesgo ocurrió en 2006 en el municipio Raúl Leoni del estado Bolívar, en Venezuela, durante la presidencia de Hugo Chávez, conocida como la Masacre de La Paragua cuando un grupo de militares asesinó a seis mineros en el sector.
Desde la creación de AMO en 2016 ha traído en la zona minera desasosiego, luto y conflictos en la sociedad, en tres Estados del país: Bolívar, Guárico y Amazonas. Entre abril de 2016 y septiembre de 2018, han ocurrido 40 eventos violentos en el área destinada mediante decreto a la explotación de materiales estratégicos. La tragedia de la Masacre de Tumeremo de 2016 dio inicio a investigaciones relacionadas en enfrentamientos con pranes, el grupo ELN de origen en Colombia, la Fuerza Armada Nacional y el CICPC, el gobierno nacional con la creación de un grupo que bajaría las tensiones a través de sus “ Operación Liberación del Pueblo ” OLP Un plan para “combatir la delincuencia especialmente, el paramilitarismo colombiano
El 8 de diciembre de 2023, murieron al menos 10 mineros producto del colapso en una mina de oro en Paraiba de San José de Wadamapa, en la Gran Sabana en el Estado Bolívar, sin embargo, la organización no gubernamental SOS Orinoco, afirmo que los fallecidos ascienden a 18.
El 20 de febrero de 2024 ocurrió el Desastre minero de Bulla Loca, por el colapso de una mina a cielo abierto ilegal de oro, al menos 16 personas fallecieron y otras 16 resultaron heridas en el derrumbe de Bulla Loca en La Paragua, estado Bolívar.

## Críticas
El decreto de creación del Arco minero del Orinoco ha suscitado múltiples críticas. La Academia de Ciencias Físicas, Matemáticas y Naturales, la Sociedad Venezolana de Ecología, el Programa Venezolano de Educación Acción en Derechos Humanos (PROVEA), la Asociación de Arqueólogas y Arqueólogos de Venezuela (AAAV), y la Asamblea Nacional de Venezuela han expresado públicamente su preocupación ante la inseguridad legal y fiscal, el incumplimiento de estudios de impacto ambiental y sociocultural, la violación de derechos a la consulta previa en las comunidades indígenas, el patrimonio cultural y natural y la soberanía nacional.
El mayor general retirado Clíver Alcalá Cordones afirmó que los «contratos del Arco Minero son un engaño», denunciando la asociación con Gold Reserve que anteriormente «depredó desde los tiempos de Carlos Andrés Pérez la zona sur del país»; igualmente criticó disposición de recursos del Estado venezolano en empresas mixtas en medio de la actual crisis económica, recursos que según su criterio podrían ser usados para los diversos sectores que sufren de esta crisis. Liborio Guarulla, exgobernador del estado Amazonas, dijo que «no queremos el Arco Minero» y denunció que «el Gobierno venezolano entregó a la Citigroup de China parte de nuestro territorio. Hemos protestado los pueblos indígenas y no han sido escuchados por el Tribunal Supremo de Justicia de Venezuela».
De manera simultánea con la décimo séptima Cumbre del Movimiento de Países No Alineados, Gustavo Márquez Marín calificó al Arco Minero del Orinoco como una «avanzada recolonizadora», en la cual «el gran capital transnacional» toma «control de vastos territorios en el continente (...) para reimpulsar el extractivismo y la reprimarización de las economías de la región», lo cual a su juicio es una contradicción al ahora Venezuela liderar esta organización.
Emiliano Terán Mantovani asegura que «no existe minería sostenible o minería ecológica» y que «los métodos que se utilizan para obtener por ejemplo un gramo de oro son terribles en los términos de remoción de la capa vegetal, del uso de químicos como el cianuro, de la contaminación de las aguas, de los impactos en comunidades, en tejidos sociales y tradiciones culturales». Ángel Arias de la Liga de Trabajadores por el Socialismo, cuestionó que este proyecto diversifique la obtención de divisas sino que reafirma el modelo extractivista. Por su parte, Miguel Denis, de la corriente Asamblea de Militantes, afirmó que posiciones totalmente antiminería no son viables y sugirió «una minería en manos del movimiento popular» en lugar de las transnacionales.
Por su parte, Víctor Álvarez, exministro Industrias Básicas y Minería entre 2005 y 2006, dijo que «debido al colapso de los precios del petróleo, el gobierno de Venezuela se ha declarado en una búsqueda intensiva de divisas que permitan compensar el descalabro de la renta petrolera» y que «los principales beneficiarios suelen ser las empresas transnacionales autorizadas para la explotación, mientras que los costos sociales y ambientales suelen ser transferidos a toda la sociedad». El exministro de Planificación Roland Denis opina que «no es simplemente decirle no al Arco Minero» y que tampoco se trata de criminalizar la minería sino de «darle una salida a la minería misma». Recordó que ya existe una realidad de facto de minería ilegal en Venezuela y no es solamente un problema a futuro. Hay «enfrentarla con los trabajadores» y no «desde las oficinas de los grupos ecologistas de Caracas». Igualmente señaló que hay que romper con el mito de buen salvaje porque hay mineros indígenas e indicó que «también hay que hablar con las comunidades indígenas».
Julimar Mora Silva y Fidel Rodriguez Velasquez, a partir del análisis de las movilizaciones indigenas y los resultados de los comisios electorales en los municipios de la región amazonica con mayor poblacion indigena, señalaron que el Arco Minero del Orinoco «representó una ruptura en la relación del Estado con las organizaciones indígenas y sus aliados en los movimientos sociales pro indigenistas y pro ambientalistas (E-OI-MS)».  Para estos autores, esta ruptura trajo consigo una fragmentación en las posturas de las organizaciones indígenas de la región que pueden resumirse la siguiente manera: (1) organizaciones indígenas que optaron por mantener sus lazos con los poderes del Estado, aunque oponiéndose a la política económica del AMO; (2) organizaciones que fueron cooptadas por sectores de poder dentro del chavismo y que, contrario a sus intereses, apoyaron irrestrictamente la puesta en marcha del AMO, (3) organizaciones indígenas que establecieron alianzas coyunturales con los partidos criollos de oposición al chavismo y; (4) organizaciones indígenas que mantuvieron una postura de independencia y se desmarcaron tanto del chavismo, como de su oposición por considerar que ambas propuestas eran contrarias a sus intereses. 
Durante el primer Congreso para la Biología de la Conservación de Latinoamérica y el Caribe, en Trinidad y Tobago, la sección para Latinoamérica y el Caribe de la Sociedad para la Biología de la Conservación se pronunció ante la situación del Arco minero del Orinoco e hizo un llamado de atención a la comunidad global con respecto a la urgente necesidad actuar de forma inmediata y apropiada para evitar, mitigar y remediar los daños ambientales ocasionados por el incremento de la actividad minera en esta región.
En 2020, la Alta Comisionada de las Naciones Unidas para los Derechos Humanos, Michelle Bachelet, denunció que los trabajadores en el Arco Minero del Orinoco están sometidos a graves abusos y violencia que han causado al menos 149 muertos desde 2016. En 2021 un estudio dirigido por María Grillet, de la Universidad Central de Venezuela, encontró una relación directa entre la actividad de minería ilegal que se desarrolla en la zona con el incremento de casos de malaria.